# Forbidden (gruppo musicale)
I Forbidden sono un gruppo musicale thrash metal statunitense formatasi nel 1985.

## Storia
Il gruppo è stato fondato nel 1985 sotto il nome di Forbidden Evil dal chitarrista Craig Locicero ed il cantante Russ Anderson, a cui si aggiunsero successivamente il bassista Matt Camacho, il secondo chitarrista Robb Flynn ed il batterista Paul Bostaph.
Due anni più tardi Flynn lasciò la band per entrare a far parte dei Vio-lence e venne sostituito da Glen Alvelais; da quel momento il nome fu modificato in Forbidden.
Il debutto discografico, chiamato con il primo nome della band: Forbidden Evil (1988) è definito come uno dei capolavori del thrash metal, soprattutto grazie alle ottime doti tecniche dei componenti del gruppo.
Il secondo album, Twisted into Form (1990), è caratterizzato dalla presenza del chitarrista Tim Calvert al posto del dimissionario Alvelais (che venne contattato dai Testament).
In seguito si registrò la defezione anche di Bostaph, che passò dapprima ai Testament, dove raggiunse Alvelais, e successivamente negli Slayer; i Forbidden si ritirarono quindi dalla scena. Tornarono in attività nel 1994, con il nuovo batterista Steven Jacobs, ma la reunion non sarà di lunga durata.
La nuova formazione pubblicò altri due album: Distortion (1994) e Green (1997), con un sound più moderno e vicino al Groove metal, che li vide sviluppare un percorso molto personale ed originale. dopodiché si sciolse nuovamente. I Forbidden si riunirono temporaneamente solo in seguito per partecipare al "Thrash of the Titans" (sotto il loro primo nome "Forbidden Evil"), concerto di beneficenza a favore di Chuck Billy e Chuck Schuldiner, nel 2001.
Inizialmente riunitisi solo per un tour nel 2007, decidono di riprendere anche l'attività in studio e nel 2010 pubblicano il nuovo album Omega Wave, distribuito dalla Nuclear Blast. Nell'agosto 2011 il batterista Mark Hernandez ha lasciato il gruppo per problemi familiari. Il 1º novembre dello stesso anno i Forbidden hanno annunciato il loro nuovo batterista, Sasha Horn.
Nel 2013 Locicero ha annunciato che il gruppo prenderà una pausa a tempo indeterminato a causa della separazione di Camacho e Anderson dal gruppo e della mancanza di motivazione da parte del resto dei componenti. Tornano in attività nel 2023 con il nuovo cantante Norman Skinner e il batterista Chris Kontos.

## Ideologia
I Forbidden si dichiarano apertamente di sinistra, e critici nelle strategie economiche e le guerre del loro paese; nel corso della loro carriera hanno coadiuvato svariati movimenti di protesta. Per questo motivo rientrano fra le band più note riguardo l'impegno sociopolitico, sviluppato sin dall'inizio della loro carriera; si ritrovarono infatti negli anni novanta a manifestare insieme a gruppi quali NOFX, Ministry, The Cult, Cacophony, Medication, Bad Religion, Soulfly, Possessed, Death Angel, Rise Against, Black 47, Dead Kennedys, Anti-Flag, Midnight Oil, Public Enemy, System of a Down, U2, The Bottom Line, Anthrax, Muse.
Nel 2004 presero inoltre parte alla celebre manifestazione Rock Against Bush, organizzata da Fat Mike.

## Discografia
Album in studio
- 1988 - Forbidden Evil
- 1990 - Twisted into Form
- 1994 - Distortion
- 1997 - Green
- 2010 - Omega Wave

EP
- 1989 - Raw Evil: Live at the Dynamo

Split
- 1989 - The Ultimate Revenge 2

Raccolte
- 1992 - Point of No Return

Singoli
- 1994 - No Reason

## Formazione

### Formazione attuale
- Norman Skinner – voce (2023-presente)
- Craig Locicero – chitarra (1985–1997, 2007-2012, 2023-presente)
- Steve Smyth – chitarra (2009-2012, 2023-presente)
- Matt Camacho – basso (1987-1997, 2007-2012, 2023-presente)
- Chris Kontos – batteria (2023-presente)

### Ex componenti
- Russ Anderson – voce (1985-1997, 2007-2012)
- Sasha Horn – batteria (2011-2017)
- Robb Flynn - chitarra (1985-1987)
- Tim Calvert - chitarra (1989-1997)
- John Tegio - basso (1985-1987)
- Paul Bostaph - batteria (1985-1992)
- Steve Jacobs - batteria (1992-1997)
- Gene Hoglan - batteria (2007-2008)
- Glen Alvelais - chitarra (1987-1989, 2007-2009)
- Mark Hernandez - batteria (2008-2011)